# Mondial de l'automobile de Paris 2026
 (2026).
L'édition 2026 du Mondial de l'Automobile de Paris (ou Mondial de l'Auto) est un salon international de l'automobile, qui se tient en octobre 2026 au Parc des expositions de la porte de Versailles, à Paris.

## Présentation
Le temps d’exposition du Salon sera doublé,qui passera de 6 à 9 jours

### Fréquentation
Le salon se déroule en octobre 2026.

## Exhibition
Alpine
Dacia
Mobilize
Renault

### Nouveautés

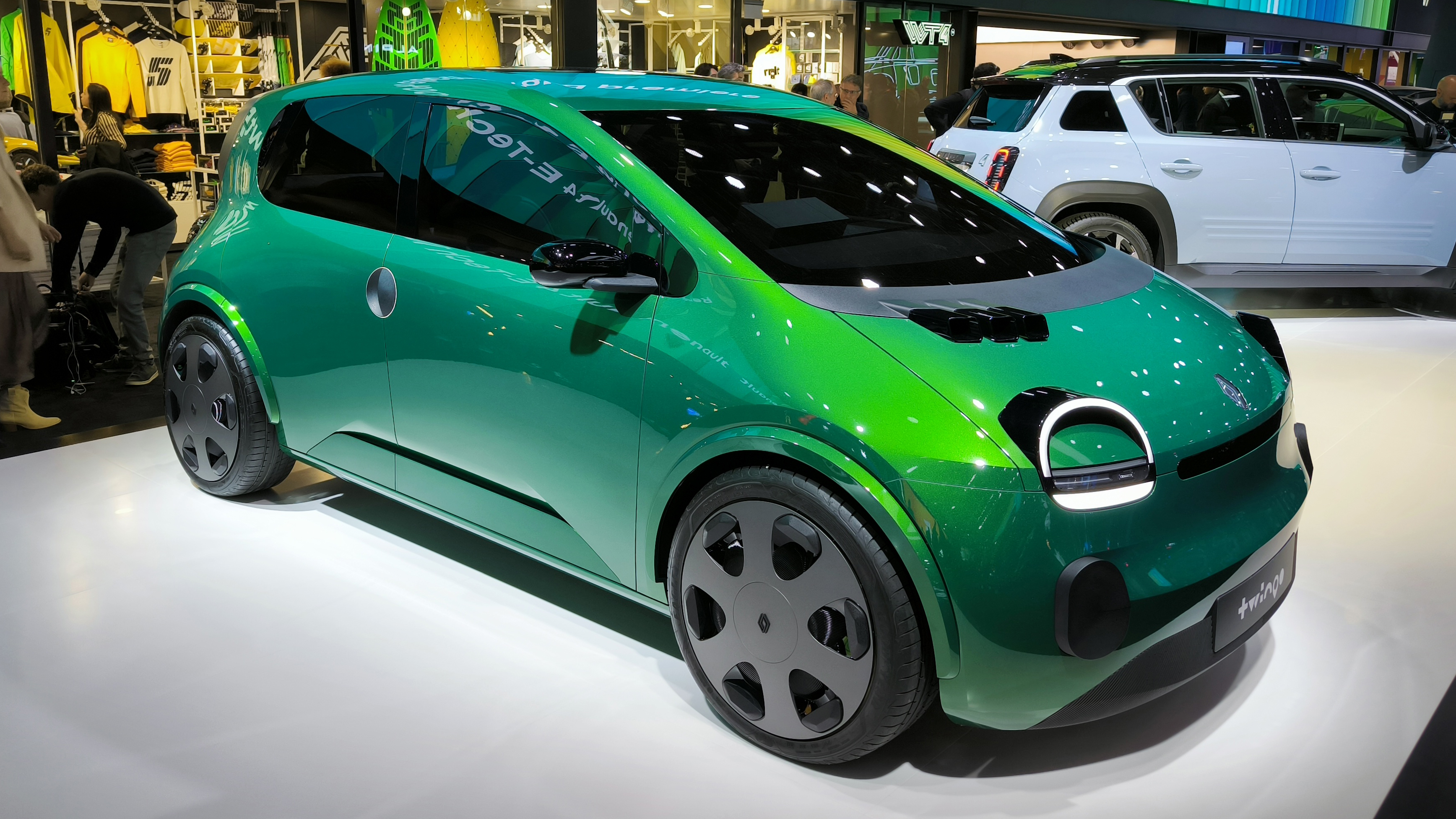
Renault Twingo électrique.

- Renault Clio VI
- Peugeot 208 III
- Renault Twingo IV[1]
- Peugeot 2008 III